# Raúl González
Raúl González Blanco (pronunție în spaniolă [raˈul ɣonˈθaleθ ˈβlaŋko]; n. 27 iunie 1977, Madrid, Spania), cunoscut mai mult ca Raúl, este un fotbalist spaniol retras din activitate, care a jucat pe post de atacant la echipe ca Real Madrid, Al-Sadd și Schalke 04. Pe plan internațional, are prezențe la națională pentru Spania U-18⁠(d), Spania U-20⁠(d), Spania U-21, Spania U23⁠(d) și Spania. După încheierea carierei, a devenit antrenor, și a antrenat, printre altele, Real Castilla.
El a jucat peste 700 de meciuri pentru Real Madrid C.F. în toate competițiile, și a marcat peste 300 de goluri. În sezonul 1994-1995 el a fost remarcat la Real Madrid „C” unde a înscris 16 goluri în 7 partide. La doar 17 ani, el a debutat în La Liga. A intrat repede în inimile fanilor, deoarece a marcat cel de-al 2-lea gol al său pentru Real chiar împotriva rivalilor de la Atletico Madrid.
Raúl este considerat cel mai bun fotbalist spaniol din istorie, și unul din cei mai importanți jucători din istoria lui Real Madrid și a fotbalului european.
Raúl a petrecut 16 ani din cariera sa jucând la Real Madrid, și este al doilea golgheter all-time al clubului cu 323 de goluri, depășindu-l pe Alfredo Di Stéfano, care a marcat 307 goluri. De asemenea Raúl deține recordul la cele mai multe meciuri jucate pentru club, cu un total de 741 apariții în tricoul blancos. Cu Real, el a câștigat 6 titluri La Liga, 3 trofee ale Liga Campionilor (marcând în două finale), 4 titluri Supercopa de España, o dată Supercupa Europei și de două ori Cupa Intercontinentală devenind golgheterul all-time al Ligii Campionilor și al doilea jucător după numărul de meciuri jucate (după Ryan Giggs).
Loialitatea sa pentru club a fost răsplătită în 2003, atunci când după retragerea lui Fernando Hierro a fost numit căpitan al Realului, poziție pe care a deținut-o până în 2010.
Raúl este al patrulea cel mai bun marcator din istoria La Liga, cu 228 de goluri la activ, fiind depășit doar de Telmo Zarra (251 goluri), Hugo Sánchez (234 goluri) și Lionel Messi (229 goluri). De asemenea el este cel mai bun marcator spaniol în competițiile naționale europene cu 256 de goluri, dintre care 228 în La Liga și 28 de goluri în Bundesliga. Mai mult, el este al doilea jucător după numărul de meciuri jucate în campionatul spaniol, cu 550 de partide, fiind depășit doar de Andoni Zubizarreta (622 de meciuri).
Raúl este cel mai bun marcator din toate competițiile UEFA, cu 77 de goluri marcate, depășindu-i pe Filippo Inzaghi și Gerd Müller.
În virtutea plamaresului său personal, în 1999 el a fost numit cel mai bun atacant din lume de către IFFHS. El este unicul jucător care a câștigat premiul "Cel mai bun atacant UEFA al anului" de trei ori, în 2000, 2001 și 2002. În 2001 a primit Balonul de Argint și s-a clasat pe poziția a treia în topul ”Jucătorul anului FIFA”. În 2004, a fost inclus de către Pelé în lista FIFA 100 a "celor mai mari fotbaliști în viață". De asemenea a fost inclus în lista UEFA a 50 celor mai buni fotbaliști europeni din perioada 1954–2004. A fost inclus în "Echipa europeană a anului" de către European Sports Media în 1997, 1999 și 2000. Raúl González a câștigat de 2 ori Trofeul Pichichi (1999 și 2001), de 2 ori "Golgheterul Ligii Campionilor" (2000 și 2001), 5 premii Don Balón (1997, 1999, 2000, 2001 și 2002) și o dată a fost desemnat "Cel mai bun jucător al Cupei Intercontinentale" în (1988).
După un sezon cu multe accidentări, el s-a transferat la echipa germană FC Schalke 04 în 2010, unde a ajutat echipa să câștige DFB-Pokal și DFL-Supercup marcând goluri în momente cruciale. El a înscris 40 de goluri în 98 de meciuri pe durata a doi ani petrecuți la Schalke. În februarie 2012, el a marcat cel de-al 400-lea gol din cariera sa, într-un meci dintre FC Schalke 04 și VfL Wolfsburg.
După ce a refuzat să-și prelungească contractul cu Schalke 04, în 2012 el s-a transferat la clubul Al Sadd din Qatar. Acolo a câștigat campionatul Qatar Stars League chiar din primul sezon și a atins cota de 1.000 de meciuri jucate în carieră.
Deși nu a câștigat nici o competiție majoră cu echipa națională de fotbal a Spaniei, el a stabilit un record la acel moment de 44 de goluri marcate în 102 meciuri, apărând la 3 Campionate Mondial de Fotbal și la 2 Campionate Europene de Fotbal. El a fost căpitanul echipei naționale din 2002 până în 2006, anul în care a jucat ultimul său meci internațional pentru Spania.
Raul Gonzalez este căsătorit cu fotomodelul spaniol Mamen Sanz, cu care are și 5 copii.

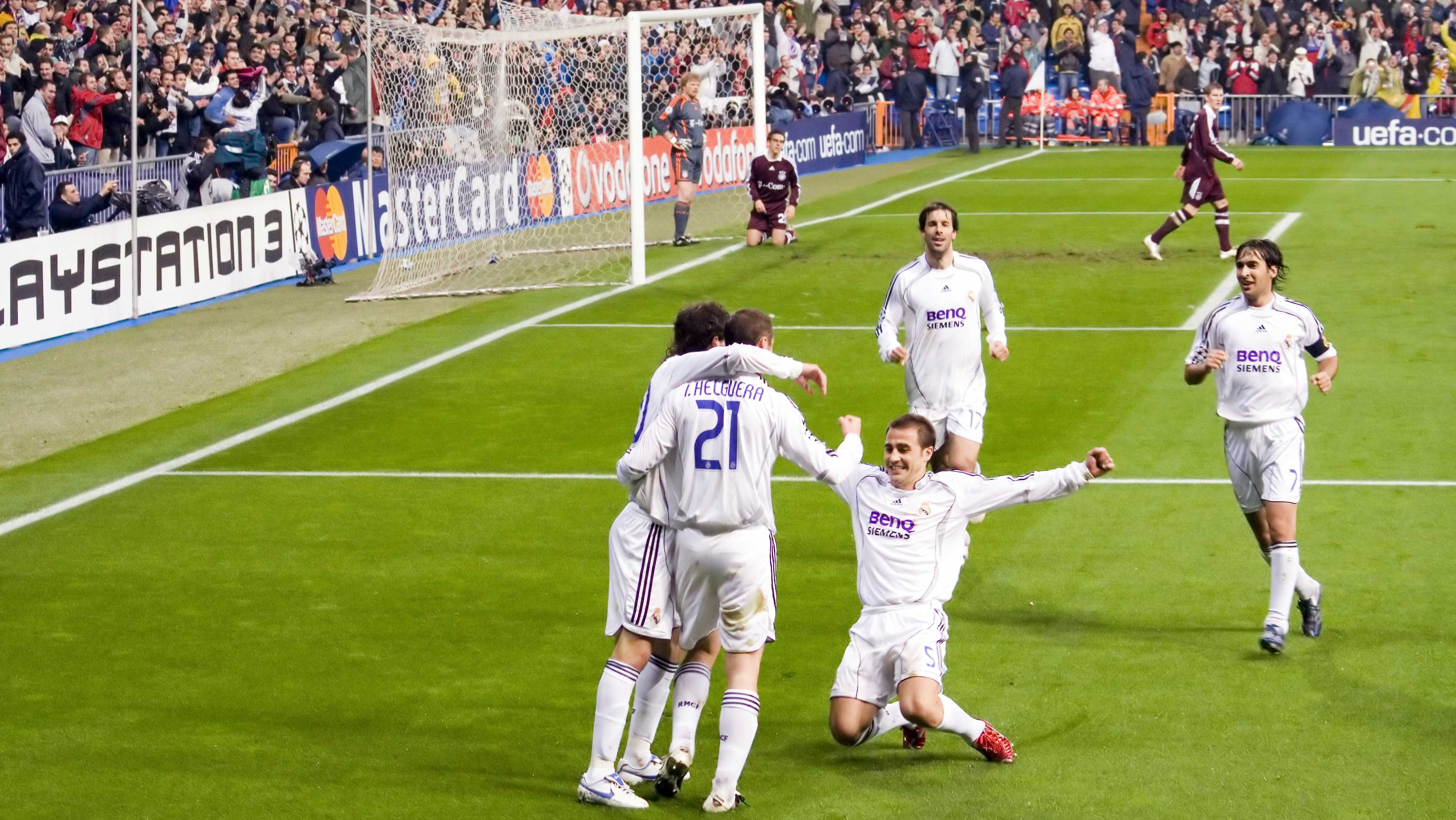
Raúl jucând la Real într-un meci contra lui Bayern München (în dreapta)

## Palmares

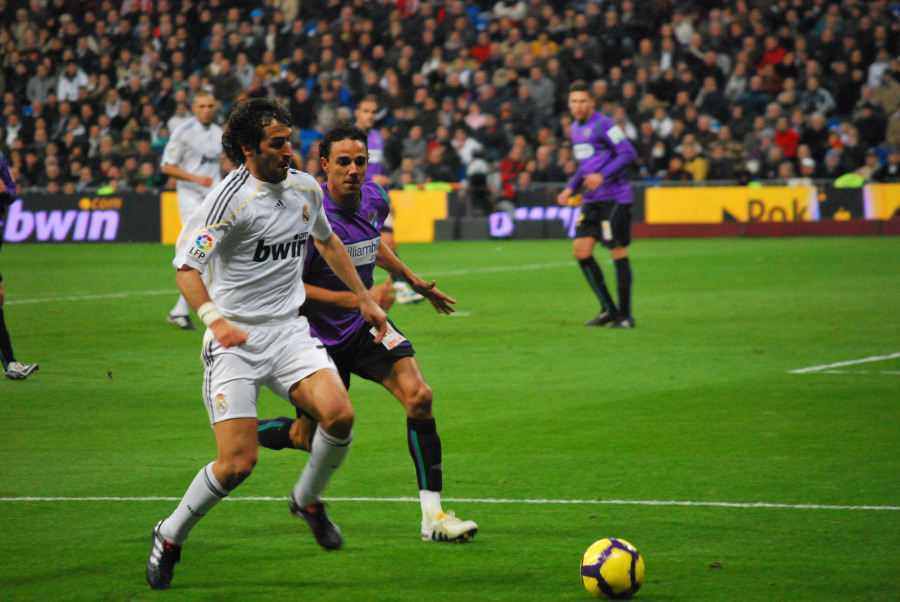
Raúl în ultimul său sezon la Real Madrid

### Club
Real Madrid
- La Liga: 1994–95, 1996–97, 2000–01, 2002–03, 2006–07, 2007–08
- Supercopa de España: 1997, 2001, 2003, 2008
- Liga Campionilor UEFA: 1997–98, 1999–00, 2001–02
- Supercupa Europei: 2002
- Cupa Intercontinentală: 1998, 2002

Schalke 04
- DFB-Pokal: 2010–11
- DFL-Supercup: 2011

Al Sadd
- Qatar Stars League: 2012–13
- Cupa Emirului Qatarului: 2014

New York Cosmos
- NASL Spring Season 2015

### Națională
- Spania U21
  - Campionatul European de Fotbal Under-21
    - Finalist: Argint la Euro 1996 Under-21

### Individual
- Descoperirea anului în La Liga: 1994–95
- Cel mai bun fotbalist spaniol din La Liga: 1996–97, 1998–99, 1999–2000, 2000–01, 2001–02 (record)

*Most wins.
- European Sports Magazines – Echipa anului: 1996–97, 1998–99, 1999–00
- Cupa Intercontinentală Omul meciului: 1998
- Cel mai bun marcator al anului din lume - IFFHS: 1999
- Trofeul Zarra: 1995–96*, 1998–99*, 2000–01*, 2002–03*

*Use the same rule before the trophy was awarded.
- Trofeul Pichichi: 1998–99, 2000–01
- Golgheter Copa del Rey: 2001–02, 2003–04
- Golgheterul Preliminariilor UEFA Euro: 2000
- Echipa turneului la Campionatul European de Fotbal: 2000
- Golgheterul Ligii Campionilor: 1999–2000, 2000–01
- Cel mai bun atacant al Ligii Campionilor: * 1999–2000, 2000–01, 2001–02 (record)

*Most wins.
- Balonul de Argint: 2001
- Fotbalistul anului FIFA: 2001
- FIFA 100
- Trofeo Alfredo Di Stéfano: 2007–08[14][15][16]
- Golden Foot Award Runner-up: 2009, 2010, 2011
- Marca Leyenda: 2009[17]
- Golul lunii în Germania: august 2011, martie 2012, aprilie 2012, iulie 2013
- Golul anului în Germania: 2011, 2013[18]
- Oremiul Fair Play în Qatar Stars League: 2013

### Recorduri
- Cel mai bun marcator al lui Real Madrid: 323 de goluri
- Cele mai multe meciuri pentru Real Madrid: 741 de meciuri
- Cel mai bun marcator al lui Real Madrid în La Liga: 228 de goluri
- Cele mai multe meciuri pentru Real Madrid în La Liga: 550 de meciuri
- Cel mai bun marcator al lui Real Madrid în Liga Campionilor: 66 de goluri
- Cel mai bun marcator al Ligii Campionilor: 71 de goluri
- Cel mai bun marcator al lui Real Madrid în Competițiile Europene: 68 de goluri*
- Cel mai bun marcator în Competițiile Europene: 77 de goluri*
- Cele mai multe meciuri în Competițiile Europene: 153*
- Third leading scorer world (throughout history), according to statistics IFFHS: 125 goals^^
- Nu a primit cartonaș roșu niciodată în carieră

*Include UEFA Cup Winners' Cup, UEFA Intertoto Cup, UEFA Europa League, UEFA Super Cup.
^^Include Intercontinental Cup.

### Decorații
- Guvernul Spaniei: Medalia de Aur a Ordinului Regal pentru Merite Sportive 2006[19]
- Madrid: Medalia de Aur 2009[20]

## Statistici carieră

### Club
La 14 februarie 2014.
| Club          | Sezon         | Campionat | Campionat | Cupă1   | Cupă1  | Europa2 | Europa2 | Altele3 | Altele3 | Total   | Total  |
| Club          | Sezon         | Meciuri   | Goluri    | Meciuri | Goluri | Meciuri | Goluri  | Meciuri | Goluri  | Meciuri | Goluri |
| ------------- | ------------- | --------- | --------- | ------- | ------ | ------- | ------- | ------- | ------- | ------- | ------ |
| Real Madrid   | 1994–95       | 28        | 9         | 2       | 1      | 0       | 0       | —       | —       | 30      | 10     |
| Real Madrid   | 1995–96       | 40        | 19        | 2       | 1      | 8       | 6       | 2       | 0       | 52      | 26     |
| Real Madrid   | 1996–97       | 42        | 21        | 5       | 1      | —       | —       | —       | —       | 47      | 22     |
| Real Madrid   | 1997–98       | 35        | 10        | 11      | 1      | 2       | 2       | 3       | 0       | 49      | 15     |
| Real Madrid   | 1998–99       | 37        | 25        | 2       | 0      | 8       | 3       | 2       | 1       | 49      | 29     |
| Real Madrid   | 1999–00       | 34        | 17        | 4       | 0      | 15      | 10      | 4       | 2       | 57      | 29     |
| Real Madrid   | 2000–01       | 36        | 24        | 0       | 0      | 12      | 7       | 2       | 1       | 50      | 32     |
| Real Madrid   | 2001–02       | 35        | 14        | 6       | 6      | 12      | 6       | 2       | 3       | 55      | 29     |
| Real Madrid   | 2002–03       | 31        | 16        | 2       | 0      | 12      | 9       | 2       | 0       | 47      | 25     |
| Real Madrid   | 2003–04       | 35        | 11        | 7       | 6      | 9       | 2       | 2       | 1       | 53      | 20     |
| Real Madrid   | 2004–05       | 32        | 9         | 1       | 0      | 10      | 4       | —       | —       | 43      | 13     |
| Real Madrid   | 2005–06       | 26        | 5         | 0       | 0      | 6       | 2       | —       | —       | 32      | 7      |
| Real Madrid   | 2006–07       | 35        | 7         | 1       | 0      | 7       | 5       | —       | —       | 43      | 12     |
| Real Madrid   | 2007–08       | 37        | 18        | 1       | 0      | 8       | 5       | 2       | 0       | 48      | 23     |
| Real Madrid   | 2008–09       | 37        | 18        | 1       | 3      | 7       | 3       | 2       | 0       | 47      | 24     |
| Real Madrid   | 2009–10       | 30        | 5         | 2       | 0      | 7       | 2       | —       | —       | 39      | 7      |
| Real Madrid   | Total         | 550       | 228       | 37      | 18     | 132     | 66      | 22      | 11      | 741     | 323    |
| Schalke 04    | 2010–11       | 34        | 13        | 4       | 1      | 12      | 5       | 1       | 0       | 51      | 19     |
| Schalke 04    | 2011–12       | 32        | 15        | 3       | 2      | 11      | 4       | 1       | 0       | 47      | 21     |
| Schalke 04    | Total         | 66        | 28        | 7       | 3      | 23      | 9       | 2       | 0       | 98      | 40     |
| Al Sadd       | 2012–13       | 22        | 9         | 12      | 3      | 0       | 0       | 0       | 0       | 34      | 12     |
| Al Sadd       | 2013–14       | 16        | 2         | 0       | 0      | 0       | 0       | 0       | 0       | 16      | 2      |
| Al Sadd       | Total         | 38        | 11        | 12      | 3      | 0       | 0       | 0       | 0       | 50      | 14     |
| Total carieră | Total carieră | 654       | 267       | 54      | 24     | 155     | 75      | 24      | 11      | 889     | 377    |

1Played in Copa del Rey With Real Madrid and  DFB-Pokal With Schalke 04 and  Qatari Stars Cup, Sheikh Jassem Cup With Al Sadd.
2Played in UEFA Champions League and UEFA Cup/UEFA Europa League With Real Madrid and Schalke 04.
3Includes other competitive competitions, including the Supercopa de España, UEFA Super Cup, Intercontinental Cup, FIFA Club World Cup With Real Madrid and DFL-Supercup With Schalke 04.

### Goluri internaționale
La 19 iunie 2006.
| #  | Data               | Stadion                                   | Oponent               | Scor | Rezultat | Competiția                                                              |
| -- | ------------------ | ----------------------------------------- | --------------------- | ---- | -------- | ----------------------------------------------------------------------- |
| 1  | 14 decembrie 1996  | Mestalla, Valencia, Spain                 | Iugoslavia            | 2–0  | 2–0      | Calificările pentru Campionatul Mondial de Fotbal 1998                  |
| 2  | 25 martie 1998     | Balaídos, Vigo, Spania                    | Suedia                | 3–0  | 4–0      | Meci amical                                                             |
| 3  | 13 iunie 1998      | Beaujoire, Nantes, Franța                 | Nigeria               | 2–1  | 2–3      | Campionatul Mondial de Fotbal 1998                                      |
| 4  | 5 septembrie 1998  | Tsirion, Limassol, Cipru                  | Cipru                 | 2–1  | 3–2      | Preliminariile Campionatului European de Fotbal 2000                    |
| 5  | 18 noiembrie 1998  | Arechi, Salerno, Italia                   | Italia                | 2–2  | 2–2      | Meci amical                                                             |
| 6  | 27 martie 1999     | Mestalla, Valencia, Spania                | Austria               | 1–0  | 9–0      | Preliminariile Campionatului European de Fotbal 2000                    |
| 7  | 27 martie 1999     | Mestalla, Valencia, Spania                | Austria               | 2–0  | 9–0      | Preliminariile Campionatului European de Fotbal 2000                    |
| 8  | 27 martie 1999     | Mestalla, Valencia, Spania                | Austria               | 6–0  | 9–0      | Preliminariile Campionatului European de Fotbal 2000                    |
| 9  | 27 martie 1999     | Mestalla, Valencia, Spania                | Austria               | 7–0  | 9–0      | Preliminariile Campionatului European de Fotbal 2000                    |
| 10 | 31 martie 1999     | Olimpico, Serravalle, San Marino          | San Marino            | 0–2  | 0–6      | Preliminariile Campionatului European de Fotbal 2000                    |
| 11 | 31 martie 1999     | Olimpico, Serravalle, San Marino          | San Marino            | 0–4  | 0–6      | Preliminariile Campionatului European de Fotbal 2000                    |
| 12 | 31 martie 1999     | Olimpico, Serravalle, San Marino          | San Marino            | 0–5  | 0–6      | Preliminariile Campionatului European de Fotbal 2000                    |
| 13 | 5 iunie 1999       | El Madrigal, Vila-real, Spania            | San Marino            | 5–0  | 9–0      | Preliminariile Campionatului European de Fotbal 2000                    |
| 14 | 4 septembrie 1999  | Ernst Happel, Viena, Austria              | Austria               | 0–1  | 1–3      | Preliminariile Campionatului European de Fotbal 2000                    |
| 15 | 10 octombrie 1999  | Carlos Belmonte, Albacete, Spania         | Israel                | 3–0  | 3–0      | Preliminariile Campionatului European de Fotbal 2000                    |
| 16 | 26 ianuarie 2000   | Cartagonova, Cartagena, Spania            | Polonia               | 1–0  | 3–0      | Meci amical                                                             |
| 17 | 18 iunie 2000      | Amsterdam Arena, Amsterdam, Olanda        | Slovenia              | 0–1  | 1–2      | Euro 2000                                                               |
| 18 | 16 august 2000     | Niedersachsenstadion, Hanover, Germania   | Germania              | 4–1  | 4–1      | Meci amical                                                             |
| 19 | 24 martie 2001     | José Rico Pérez, Alicante, Spania         | Liechtenstein         | 4–0  | 5–0      | Calificările pentru Campionatul Mondial de Fotbal 2002                  |
| 20 | 2 iunie 2001       | Carlos Tartiere, Oviedo, Spania           | Bosnia și Herțegovina | 3–1  | 4–1      | Calificările pentru Campionatul Mondial de Fotbal 2002                  |
| 21 | 6 iunie 2001       | Ramat Gan, Tel-Aviv, Israel               | Israel                | 1–1  | 1–1      | Calificările pentru Campionatul Mondial de Fotbal 2002                  |
| 22 | 5 septembrie 2001  | Rheinpark, Vaduz, Liechtenstein           | Liechtenstein         | 0–1  | 0–2      | Calificările pentru Campionatul Mondial de Fotbal 2002                  |
| 23 | 14 noiembrie 2001  | Nuevo Colombino, Huelva, Spania           | Mexic                 | 1–0  | 1–1      | Meci amical                                                             |
| 24 | 17 aprilie 2002    | Windsor Park, Belfast, Irlanda de Nord    | Irlanda de Nord       | 0–1  | 0–5      | Meci amical                                                             |
| 25 | 17 aprilie 2002    | Windsor Park, Belfast, Irlanda de Nord    | Irlanda de Nord       | 0–3  | 0–5      | Meci amical                                                             |
| 26 | 2 iunie 2002       | Gwangju World Cup, Gwangju, Coreea de Sud | Slovenia              | 1–0  | 3–1      | Campionatul Mondial de Fotbal 2002                                      |
| 27 | 12 iunie 2002      | Daejeon World Cup, Daejeon, Coreea de Sud | Africa de Sud         | 0–1  | 2–3      | Campionatul Mondial de Fotbal 2002                                      |
| 28 | 12 iunie 2002      | Daejeon World Cup, Daejeon, Coreea de Sud | Africa de Sud         | 2–3  | 2–3      | Campionatul Mondial de Fotbal 2002                                      |
| 29 | 7 septembrie 2002  | Apostolos Nikolaidis, Atena, Grecia       | Grecia                | 0–1  | 0–2      | Preliminariile Campionatului European de Fotbal 2004                    |
| 30 | 12 februarie 2003  | Son Moix, Palma, Spania                   | Germania              | 1–0  | 3–1      | Meci amical                                                             |
| 31 | 12 februarie 2003  | Son Moix, Palma, Spania                   | Germania              | 2–1  | 3–1      | Meci amical                                                             |
| 32 | 29 martie 2003     | Olympic, Kiev, Ucraina                    | Ucraina               | 1–1  | 2–2      | Preliminariile Campionatului European de Fotbal 2004                    |
| 33 | 10 septembrie 2003 | Martínez Valero, Elche, Spania            | Ucraina               | 1–0  | 2–1      | Preliminariile Campionatului European de Fotbal 2004                    |
| 34 | 10 septembrie 2003 | Martínez Valero, Elche, Spania            | Ucraina               | 2–0  | 2–1      | Preliminariile Campionatului European de Fotbal 2004                    |
| 35 | 11 octombrie 2003  | Republican, Yerevan, Armenia              | Armenia               | 0–2  | 0–4      | Preliminariile Campionatului European de Fotbal 2004                    |
| 36 | 15 noiembrie 2003  | Mestalla, Valencia, Spania                | Norvegia              | 1–1  | 2–1      | Play-off-urile de calificare pentru Campionatul European de Fotbal 2004 |
| 37 | 19 noiembrie 2003  | Ullevaal, Oslo, Norvegia                  | Norvegia              | 0–1  | 0–3      | Play-off-urile de calificare pentru Campionatul European de Fotbal 2004 |
| 38 | 31 martie 2004     | El Molinón, Gijón, Spania                 | Danemarca             | 2–0  | 2–0      | Meci amical                                                             |
| 39 | 3 septembrie 2004  | Mestalla, Valencia, Spania                | Scoția                | 1–1  | 1–1      | Meci amical                                                             |
| 40 | 9 octombrie 2004   | El Sardinero, Santander, Spania           | Belgia                | 2–0  | 2–0      | Calificările pentru Campionatul Mondial de Fotbal 2006                  |
| 41 | 9 februarie 2005   | Juegos Mediterráneos, Almería, Spania     | San Marino            | 3–0  | 5–0      | Calificările pentru Campionatul Mondial de Fotbal 2006                  |
| 42 | 7 septembrie 2005  | Santiago Bernabéu, Madrid, Spania         | Serbia și Muntenegru  | 1–0  | 1–1      | Calificările pentru Campionatul Mondial de Fotbal 2006                  |
| 43 | 3 iunie 2006       | Martínez Valero, Elche, Spania            | Egipt                 | 1–0  | 2–0      | Meci amical                                                             |
| 44 | 19 iunie 2006      | Gottlieb Daimler, Stuttgart, Germania     | Tunisia               | 1–1  | 3–1      | Campionatul Mondial de Fotbal 2006                                      |